# 聖保爾斯山
聖保爾斯山（英語：Saint Pauls Mountain），是南極洲的山峰，位於維多利亞地，處於泰勒冰川北岸，山勢陡峭，由英國探險隊命名，該山峰現時由南極條約體系管理。